# Fimbraria monospiris
Fimbraria monospiris là một loài rêu trong họ Aytoniaceae. Loài này được Horik. mô tả khoa học đầu tiên năm 1934.